# Dejan Lekić
Dejan Lekić (serbisch-kyrillisch Дејан Лекић; * 7. Juni 1985 in Kraljevo) ist ein serbischer Fußballspieler. Der Stürmer steht beim FC Girona unter Vertrag.

## Karriere

### Verein
Lekić begann seine Karriere in seiner Heimatstadt bei Sloga Kraljevo. Danach spielte er beim FK Popovići und beim Stadtrivalen Metalac. 2007 wechselte er zum Zweitligisten FK Zemun, mit dem er 2008 in die dritte Liga abstieg. Mit 26 Toren in 23 Spielen konnte er das Interesse von mehreren Klubs erwecken und wechselte 2009 zum FK Roter Stern Belgrad. 2010 wechselte er nach Spanien zum CA Osasuna. Nach zwei Jahren bei Osasuna wechselte er zur Saison 2012/13 in die türkische Hauptstadt zu Gençlerbirliği Ankara. 2013 kehrte er leihweise nach Spanien zurück, diesmal spielte er für den Zweitligisten Sporting Gijón. 2014 wechselte er zum Erstligisten SD Eibar. Im Sommer 2015 lief sein Vertrag aus und er wechselte im November 2015 nach Indien zu Atlético de Kolkata. Im Januar 2016 kehrte er abermals nach Spanien zurück; er wechselte zum Zweitligisten FC Girona.

### Nationalmannschaft
Lekić wurde 2009 erstmals ins Nationalteam berufen. Sein Debüt gab er im November 2009 im Testspiel gegen Nordirland.